# Ingvar Karlsson (musiker)
Sven Ingvar Karlsson, född 22 mars 1938 i Säffle, uppvuxen i bruksorten Liljedal, är en svensk gitarrist och dragspelare och tidigare medlem i det svenska bandet Sven-Ingvars.
Karlsson var medlem i Sven-Ingvars från starten 1956 till 50-årsjubileet 2006. Han har medverkat i Sven-Ingvars vid några tillfällen därefter. Han har också arbetat som musikhandledare åt personer med olika funktionsnedsättningar, samt spelat i dragspelsklubben Liljedalspôjkera. Som dragspelare har han också ackompanjerat andra artister bland annat Thore Skogman och Lasse Berghagen. År 2006 spelade han in en egen CD-singel med två egna låtar tillägnade sin hembygd Liljedal.

## Priser och utmärkelser
- 1981 – Frödingmedaljen
- 1990 – Grammis för På begäran i kategorin ”Årets dansband”
- H.M. Konungens medalj i guld av 8:e storleken (Kon:sGM8, 2008) för mångåriga och mycket uppskattade insatser som musiker